# Henri-Charles Tauxe
Pour les articles homonymes, voir Tauxe.
Œuvres principales
- Du champagne pour Véronique (roman)
- La concierge métaphysique (roman)
- Le tunnel du fou (théâtre)
- Le testament de la libellule (conte philo-polar)

Henri-Charles Tauxe (né le 26 novembre 1933 à Morges, et mort le 4 août 2013 à Vevey) est un écrivain, journaliste, philosophe, psychothérapeute et auteur dramatique vaudois.

## Biographie
Henri-Charles Tauxe entreprend des études de théologie à l'université de Lausanne, puis s'oriente vers la philosophie à Marbourg (Allemagne).
Il enseigne ensuite la philosophie au gymnase du Belvédère à Lausanne. À partir de 1964, il se consacre au journalisme : il collabore à la Gazette de Lausanne (au supplément littéraire de 1964 à 1969) puis au quotidien 24 heures où Henri-Charles Tauxe dirige pendant dix ans la rubrique culturelle.
Parallèlement à son activité de journaliste, il soutient en 1971 une thèse sur Martin Heidegger ; il se forme en 1979 et 1980 à la micropsychanalyse qu'il pratique tout en poursuivant ses recherches en biologie comportementale.
Romancier et essayiste, Charles-Henri Tauxe a écrit des romans policiers, Du champagne pour Véronique (1970), La Concierge métaphysique, 1991, des récits, Le Semeur, 1991 et Le swing de l'apocalypse, 1995, des œuvres théâtrales, Le Chevalier de Grandson, 1978, La Millième (1983). On lui doit également un écrit autobiographique 80 jours, cent ans après, un nouveau tour du monde (1973), ainsi que des études sur Georges Simenon, sur Sigmund Freud ou sur la Suisse. Il vivait à Corseaux.
Il meurt le 4 août 2013 .

## Œuvres

### Romans
- Du Champagne pour Véronique, Feuille d'avis de Lausanne, 1971
- Le fou de Picasso, L'Aire, 1980
- La Concierge métaphysique, 1991

### Récits
- Le nouveau tour du monde : 80 jours, 100 ans après, 24 Heures, 1973
- Le swing de l'apocalypse, L'Aire, 1995

### Théâtre
- Le chevalier de Grandson, L'Âge d'Homme, 1978
- La millième, L'Âge d'Homme, 1983
- Le tunnel du fou, L'Âge d'homme, 2000

### Contes
- Le testament de la libellule, L'Âge d'Homme, 2001

## Sources
- « Henri-Charles Tauxe », sur la base de données des personnalités vaudoises sur la plateforme « Patrinum » de la Bibliothèque cantonale et universitaire de Lausanne.
- Publications de et sur Henri-Charles Tauxe dans le catalogue Helveticat de la Bibliothèque nationale suisse
- Alain Nicollier, Henri-Charles Dahlem, Dictionnaire des écrivains suisses d'expression française, vol. 2, p. 845-846
- Gilbert Salem, 24 Heures, Le portrait, 2008/12/27-28, p. 25